# Gampo-eup
Gampo-eup (hangul: 감포읍, hanja: 甘浦邑) är en köping i stadskommunen Gyeongju  i provinsen Norra Gyeongsang i den östra delen av Sydkorea, 300 km sydost om huvudstaden Seoul. 